# チェンデラワシ湾
チェンデラワシ湾（チェンデラワシわん、インドネシア語: Teluk Cenderawasih）は、ニューギニア島北西部に存在する湾の1つである。ニューギニア島内には国境が存在するものの、そのインドネシア領側に属する。

## 概要

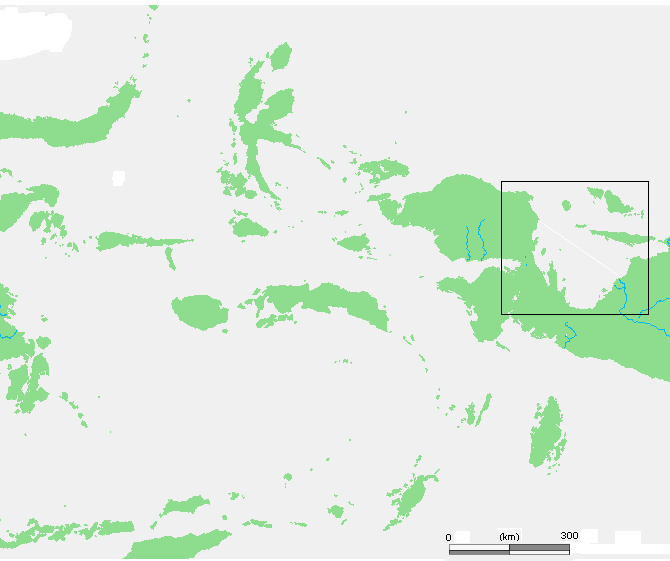
チェンデラワシ湾の位置。

チェンデラワシ湾は北側に開けた三角形の湾であり、太平洋に面する。湾口の幅は約220 kmで、奥行きは約150 kmに達する。湾口を塞ぐような形でビアク諸島（別名 スカウテン諸島）が、東西に伸びている。さらに、湾口の平均水深は、湾の中央部と比べて浅い。湾の中央部は、海盆の状態である。
チェンデラワシとはインドネシア語で、極楽鳥という意味である。湾内には、固有種や固有色種の魚類が棲息している。なお、この地をかつて統治したオランダは、ヘールフィンク湾（オランダ語: Geelvinkbaai）と呼んでいた。

## 漁業とジンベエザメ保護
チェンデラワシ湾の全体は、インドネシア中央政府により国立公園に指定されている。この関係で、沿岸住民は地元当局の許可を得て、船体につけた足場から漁網を垂らすバガン船を使う伝統的な漁業を行っている。この漁法が、小魚まで水揚げしてしまう点について、生態系への影響を懸念する研究者もいる。
なお、湾内はジンベエザメの棲息海域として知られ、漁民はバガン船を使って研究者の調査に協力したり、ジンベエザメを間近で見られる観光客向けのスキューバダイビング・ツアーを実施したりしている。2012年7月17日に、保護調査を目的とした小型無線機のジンベエザメへの取り付けに成功したと世界自然保護基金が明らかにした。チェンデラワシ湾のジンベンザメは、網にかかった魚を食べようと漁網に集まってくる習性を有するため、それを活かして無線機を取り付けたという。